# محمدباقر بختیار
محمد باقر بختیار یکی از  فرماندهان ارشد سپاه پاسداران انقلاب اسلامی در دوران جنگ ایران و عراق بود. او فرمانده تیپ ۱۱۴ ایلام و نیروی دریایی سپاه پاسداران در زمان جنگ ایران و عراق بود. فریبا داوودی مهاجر، فعال حقوق زنان و روزنامه‌نگار، همسر سابق او بوده است.
او در مهر ۱۴۰۱ با انتشار فایلی صوتی مدعی شد بنا به گفته منابع موثق در پزشکی قانونی ایران دلیل به اغما رفتن و مرگ مهسا امینی «آسیب به جمجمه» تشخیص داده شده است. خبرگزاری تسنیم، وابسته به سپاه پاسداران، در واکنش مدعی شد محمد باقر بختیار هیچ‌گاه بین فرماندهان ارشد سپاه پاسداران وجود نداشته است. چند روز بعد العربیه فارسی به نقل از کانال خبرگزاری سحام نیوز گزارش کرد محمدباقر بختیار در حمله نیروهای امنیتی جمهوری اسلامی به منزلش بازداشت و وسایل شخصی او نیز ضبط شدند.

## بازداشت
محمدباقر بختیار، در جریان تجمع ۲۵ بهمن ماه ۱۴۰۳ که در اعتراض به تداوم حصر خانگی میرحسین موسوی، زهرا رهنورد و مهدی کروبی برگزار شده بود، بازداشت و به بازداشتگاه اطلاعات سپاه، موسوم به بند دو-الف زندان اوین منتقل گردید.